# Szwajcaria na Zimowych Igrzyskach Olimpijskich 1952
Szwajcarię na Zimowych Igrzyskach Olimpijskich 1952 reprezentowało 55 zawodników: 46 mężczyzn i dziewięć kobiet. Był to szósty start reprezentacji Szwajcarii na zimowych igrzyskach olimpijskich.

## Zdobyte medale
| Medal | Zawodnik                                                         | Dyscyplina | Konkurencja      | Rezultat    |
| ----- | ---------------------------------------------------------------- | ---------- | ---------------- | ----------- |
| Brąz  | Fritz Feierabend, Stephan Waser                                  | Bobsleje   | dwójki mężczyzn  | 5:27,1 min  |
| Brąz  | Fritz Feierabend, Albert Madörin, André Filippini, Stephan Waser | Bobsleje   | Czwórki mężczyzn | 5:11,70 min |

## SKład kadry

### Biegi narciarskie
Mężczyźni
| Zawodnik                                                    | Konkurencja        | czas      | Pozycja |
| ----------------------------------------------------------- | ------------------ | --------- | ------- |
| Alfons Supersaxo                                            | Bieg na 18 km      | 1:09:38,0 | 26.     |
| Alfred Kronig                                               | 1:10:12,0          | 30.       |         |
| Walter Lötscher                                             | 1:10:45,0          | 35.       |         |
| Sepp Schnyder                                               | 1:10:51,0          | 37.       |         |
| Karl Bricker                                                | 1:12:19,0          | 46.       |         |
| Otto Beyeler                                                | Bieg na 50 km      | 4:06:15,0 | 15.     |
| Alfred Roch                                                 | Bieg na 50 km      | 4:09:39,0 | 16.     |
| Karl Hischier                                               | Bieg na 50 km      | 4:13:46,0 | 17.     |
| Sepp Schnyder                                               | Bieg na 50 km      | 4:18:45,0 | 20.     |
| Fritz Kocher Walter Lötscher Alfred Kronig Alfons Supersaxo | Sztafeta 4 × 10 km | 2:38:00,0 | 9.      |

### Bobsleje
Mężczyźni
| Osada | Zawodnik                                                      | Konkurencja | Ślizg 1 | Ślizg 2 | Ślizg 3 | Ślizg 4 | Łącznie | Pozycja |
| ----- | ------------------------------------------------------------- | ----------- | ------- | ------- | ------- | ------- | ------- | ------- |
| SUI-1 | Fritz Feierabend Stephan Waser                                | Dwójki      | 1:22,13 | 1:22,46 | 1:21,67 | 1:21,45 | 5:27,1  | brąz    |
| SUI-2 | Felix Endrich Werner Spring                                   | Dwójki      | 1:22,14 | 1:22,32 | 1:22,50 | 1:22,19 | 5:29,15 | 4.      |
| SUI-1 | Fritz Feierabend Albert Madörin André Filippini Stephan Waser | Czwórki     | 1:18,67 | 1:18,08 | 1:17,40 | 1:17,55 | 5:11,70 | brąz    |
| SUI-2 | Felix Endrich Fritz Stöckli Franz Kapus Werner Spring         | Czwórki     | 1:17,75 | 1:19,45 | 1:17,88 | 1:18,90 | 5:13,98 | 4.      |

### Hokej na lodzie
Reprezentacja mężczyzn
| - Hans Bänninger - Gian Bazzi - François Blank - Bixio Celio - Reto Delnon - Walter Paul Dürst - Émile Golaz - Emil Handschin - Paul Hofer |  | - Willy Pfister - Gebhard Poltera - Ulrich Poltera - Otto Schläpfer - Otto Schubiger - Alfred Streun - Hans-Martin Trepp - Paul Wyss |

Reprezentacja zajęła 5. miejsce.

### Tabela końcowa
| Drużyna           | M | Mecze | Mecze | Mecze | Bramki | Bramki | Bramki | Pkt |
| Drużyna           | M | W     | R     | P     | +      | -      | +/-    | Pkt |
| ----------------- | - | ----- | ----- | ----- | ------ | ------ | ------ | --- |
| Kanada            | 8 | 7     | 1     | 0     | 71     | 14     | +57    | 15  |
| Stany Zjednoczone | 8 | 6     | 1     | 1     | 43     | 21     | +22    | 13  |
| Szwecja           | 8 | 6     | 0     | 2     | 48     | 19     | +29    | 12  |
| Czechosłowacja    | 8 | 6     | 0     | 2     | 47     | 18     | +29    | 12  |
| Szwajcaria        | 8 | 4     | 0     | 4     | 40     | 40     | 0      | 8   |
| Polska            | 8 | 2     | 1     | 5     | 21     | 56     | -35    | 5   |
| Finlandia         | 8 | 2     | 0     | 6     | 21     | 60     | -39    | 4   |
| Niemcy            | 8 | 1     | 1     | 6     | 21     | 53     | -32    | 3   |
| Norwegia          | 8 | 0     | 0     | 8     | 15     | 46     | -31    | 0   |

Wyniki
| 16 lutego 1952 | Szwajcaria | 12:0 | Finlandia | Jordal Amfi |

| Godzina: 17:00 |  | (2:0,2:0,8:0) |  | Sędzia główny: Narvestad Sędziowie liniowi: Tencza |

| 17 lutego 1952 | Szwajcaria | 6:3 | Polska | Dæhlenenga |

| Godzina: 19:00 |  | (4:1,2:2,0:0) |  | Sędzia główny: Heinecke Sędziowie liniowi: Sandsund |

| 18 lutego 1952 | Szwajcaria | 7:2 | Norwegia | Sandvika |

| Godzina: 19:00 |  | (4:0,2:2,1:0) |  | Sędzia główny: Leacock Sędziowie liniowi: Tencza |

| 19 lutego 1952 | Stany Zjednoczone | 8:2 | Szwajcaria | Jordal Amfi |

| Godzina: 21:00 |  | (4:1,3:0,1:1) |  | Sędzia główny: Leacock Sędziowie liniowi: Tencza |

| 21 lutego 1952 | Kanada | 11:2 | Szwajcaria | Dæhlenenga |

| Godzina: 19:00 |  | (4:0,5:0,2:2) |  | Sędzia główny: Dwars Sędziowie liniowi: Tencza |

| 22 lutego 1952 | Czechosłowacja | 8:3 | Szwajcaria | Jordal Amfi |

| Godzina: 17:00 |  | (0:2,2:1,6:0) |  | Sędzia główny: Ahlin Sędziowie liniowi: Sandö |

| 23 lutego 1952 | Szwecja | 5:2 | Szwajcaria | Jordal Amfi |

| Godzina: 17:00 |  | (1:1,4:0,0:1) |  | Sędzia główny: Tencza Sędziowie liniowi: Dwars |

| 24 lutego 1952 | Szwajcaria | 6:3 | Niemcy | Dæhlenenga |

| Godzina: 16:00 |  | (1:1,3:1,2:1) |  | Sędzia główny: Dwars Sędziowie liniowi: Sandö |

### Kombinacja norweska
Mężczyźni
| Zawodnik         | Konkurencja   | Bieg narciarski | Bieg narciarski | Bieg narciarski | Skoki narciarskie | Skoki narciarskie | Skoki narciarskie | Skoki narciarskie | Skoki narciarskie | Łącznie | Pozycja |
| Zawodnik         | Konkurencja   | Czas biegu      | Pozycja         | Punkty          | Skok 1            | Skok 2            | Skok 3            | Punkty            | Pozycja           | Łącznie | Pozycja |
| ---------------- | ------------- | --------------- | --------------- | --------------- | ----------------- | ----------------- | ----------------- | ----------------- | ----------------- | ------- | ------- |
| Alfons Supersaxo | Indywidualnie | 1:09:38,0       | 8.              | 213,696         | 61,0              | 60,5              | 62,3              | 201,5             | 9.                | 415,196 | 10.     |

### Łyżwiarstwo figurowe
| Zawodnik                          | Konkurencja   | Nota    | Pozycja |
| --------------------------------- | ------------- | ------- | ------- |
| Susy Wirz                         | Solistki      | 135,578 | 15.     |
| Yolande Jobin                     | Solistki      | 132,478 | 18.     |
| François Pache                    | Soliści       | 139,922 | 9.      |
| Silvia Grandjean Michel Grandjean | Pary sportowe | 10,300  | 7.      |

### Narciarstwo alpejskie
Mężczyźni
| Zawodnik          | Konkurencja | Konkurencja | Konkurencja   | Konkurencja   | Konkurencja         | Konkurencja         | Konkurencja      | Konkurencja      |
| Zawodnik          | Zjazd       | Zjazd       | Slalom gigant | Slalom gigant | Slalom specjalny    | Slalom specjalny    | Slalom specjalny | Slalom specjalny |
| Zawodnik          | Czas        | Miejsce     | Czas          | Miejsce       | Czas 1-go przejazdu | Czas 2-go przejazdu | Czas łączny      | Miejsce          |
| ----------------- | ----------- | ----------- | ------------- | ------------- | ------------------- | ------------------- | ---------------- | ---------------- |
| Fred Rubi         | 2:32,5      | 4.          | 2:34,0        | 12.           | 1:03,6              | 59,7                | 2:03,3           | 7.               |
| Georges Schneider | 2:37,0      | 9.          | 2:31,2        | 5.            | 1:11,5              | Nie awansował       | Nie awansował    | 48.              |
| Gottlieb Perren   | 2:37,1      | 10.         |               |               |                     |                     |                  |                  |
| Bernhard Perren   | 2:46,1      | 26.         | 2:33,1        | 8.            | 1:03,4              | 1:01,7              | 2:10,1           | 21.              |
| Fernand Grosjean  |             |             | 2:33,8        | 11.           |                     |                     |                  |                  |
| Franz Bumann      |             |             |               |               | 1:02,7              | 1:02,1              | 2:04,8           | 10.              |

Kobiety
| Zawodnik                 | Konkurencja | Konkurencja | Konkurencja     | Konkurencja     | Konkurencja         | Konkurencja         | Konkurencja               | Konkurencja               |
| Zawodnik                 | Zjazd       | Zjazd       | Slalom gigant   | Slalom gigant   | Slalom specjalny    | Slalom specjalny    | Slalom specjalny          | Slalom specjalny          |
| Zawodnik                 | Czas        | Miejsce     | Czas            | Miejsce         | Czas 1-go przejazdu | Czas 2-go przejazdu | Czas łączny               | Miejsce                   |
| ------------------------ | ----------- | ----------- | --------------- | --------------- | ------------------- | ------------------- | ------------------------- | ------------------------- |
| Madeleine Chamot-Berthod | 1:50,7      | 6.          | Dyskwalifikacja | Dyskwalifikacja | 1:06,7              | 1:08,2              | 2:14,9                    | 6.                        |
| Ida Schöpfer             | 1:53,0      | 10.         | 2:16,6          | 16.             | 1:24,3              | Dyskwalifikacja     | Nie ukończyła konkurencji | Nie ukończyła konkurencji |
| Idly Walpoth             | 1:53,8      | 12.         | 2:20,8          | 25.             |                     |                     |                           |                           |
| Silvia Glatthard         | 1:54,9      | 15.         | 2:23,1          | 29.             |                     |                     |                           |                           |
| Olivia Ausoni            |             |             |                 |                 | 1:07,4              | 1:09,6              | 2:17,0                    | 10.                       |
| Edmée Abetel             |             |             |                 |                 | 1:13,9              | 1:14,4              | 2:28,3                    | 25.                       |

### Skoki narciarskie
Mężczyźni
| Skoczek          | Skok 1    | Skok 2    | Nota  | Pozycja |
| Skoczek          | odległość | odległość | Nota  | Pozycja |
| ---------------- | --------- | --------- | ----- | ------- |
| Andreas Däscher  | 62,0      | 61,0      | 200,5 | 16.     |
| Hans Däscher     | 61,0      | 60,0      | 198,5 | 20.     |
| Jacques Perreten | 61,0      | 59,0      | 193,0 | 23.     |
| Fritz Schneider  | 59,5      | 59,5      | 189,5 | 26.     |